# Towarzysz

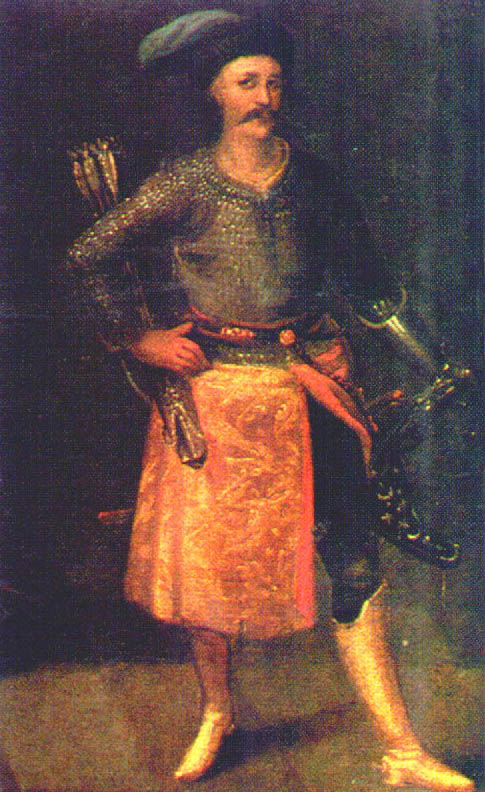
Towarzysz pancerny ("Towarzysz dei Pancerni") (1610-1630).

Il Towarzysz (letteralmente "compagno", plurale towarzysze in lingua polacca) era un ufficiale di cavalleria nell'esercito del Regno di Polonia prima e della confederazione Polacco-Lituana poi. Dal termine towarzysz deriva il товарищ (tovarishch, "camerata") in uso nell'Unione Sovietica.

## Storia
Nell'esercito polacco del XVI secolo, il towarzysz, appartenente ai ranghi della nobiltà (szlachta), veniva inquadrato sia nei reparti di cavalleria pesante (ussari alati o pancerni, da cui il distintivo towarzysz husarski e towarzysz pancerny) che in quelli di cavalleria leggera. Nella cavalleria pesante, il towarzysz era tenuto a presentarsi al comandante in capo, il rotmistrz, con una propria lancia (kopia in lingua polacca) di 2-5 cavalieri (detti pocztowy, letteralmente "reclute" o "sottoposti") equipaggiati a sue spese. Nella cavalleria leggera, il towarzysz era invece semplicemente un coscritto.